# Nishizawa Tekiho
Nishizawa Tekiho (japanisch 西沢 笛畝, eigentlicher Name: Ishikawa Kōichi (石川 昂一); geb. 1. Januar 1889 in Tokio; gest. 24. Oktober 1965) war ein japanischer Maler der Nihonga-Richtung  der Taishō- und Shōwa-Zeit.

## Leben und Werk
Nishizawa wurde als Ishikawa geboren, übernahm aber den Namen seiner Frau, um deren Linie weiter zu führen. 1913 wurde er Schüler von Araki Kampo (1831–1915) und setzte seine Ausbildung nach dessen Tod unter dessen Schüler und Adoptivsohn Araki Jippo fort.
Ab 1915 zeigte Nishizawa Bilder auf der staatlichen Bunten-Ausstellung und wurde 1934 Juror derselben. Er ist besonders bekannt für seine Studien von traditionell japanischen Puppen (人形, Ningyō), die er in Holzschnitt-Serien wiedergab. 1931 war er auf der „Ausstellung japanischer Malerei“ in Berlin mit dem Bild „Vorfrühling“ vertreten.
Von 1935 bis 1936 reiste er durch die Südsee, um die dortigen Skulpturen zu studieren.
Nach 1945 wurde er Mitglied und Aussteller auf der Nitten, der Nachfolgerin der Bunten. Er wirkte auch als Mitglied der Kommission für den Schutz der kulturellen Werte, also der Kommission, die sich um die Wichtiges Kulturgut Japans und Nationalschätze Japans kümmert.
In Ogose (Saitama) gibt es das Tekiho-Puppen Gedächtniskunstmuseum (笛畝人形記念美術館, Tekiho ningyō kinen bijutsukan).

## Bilder

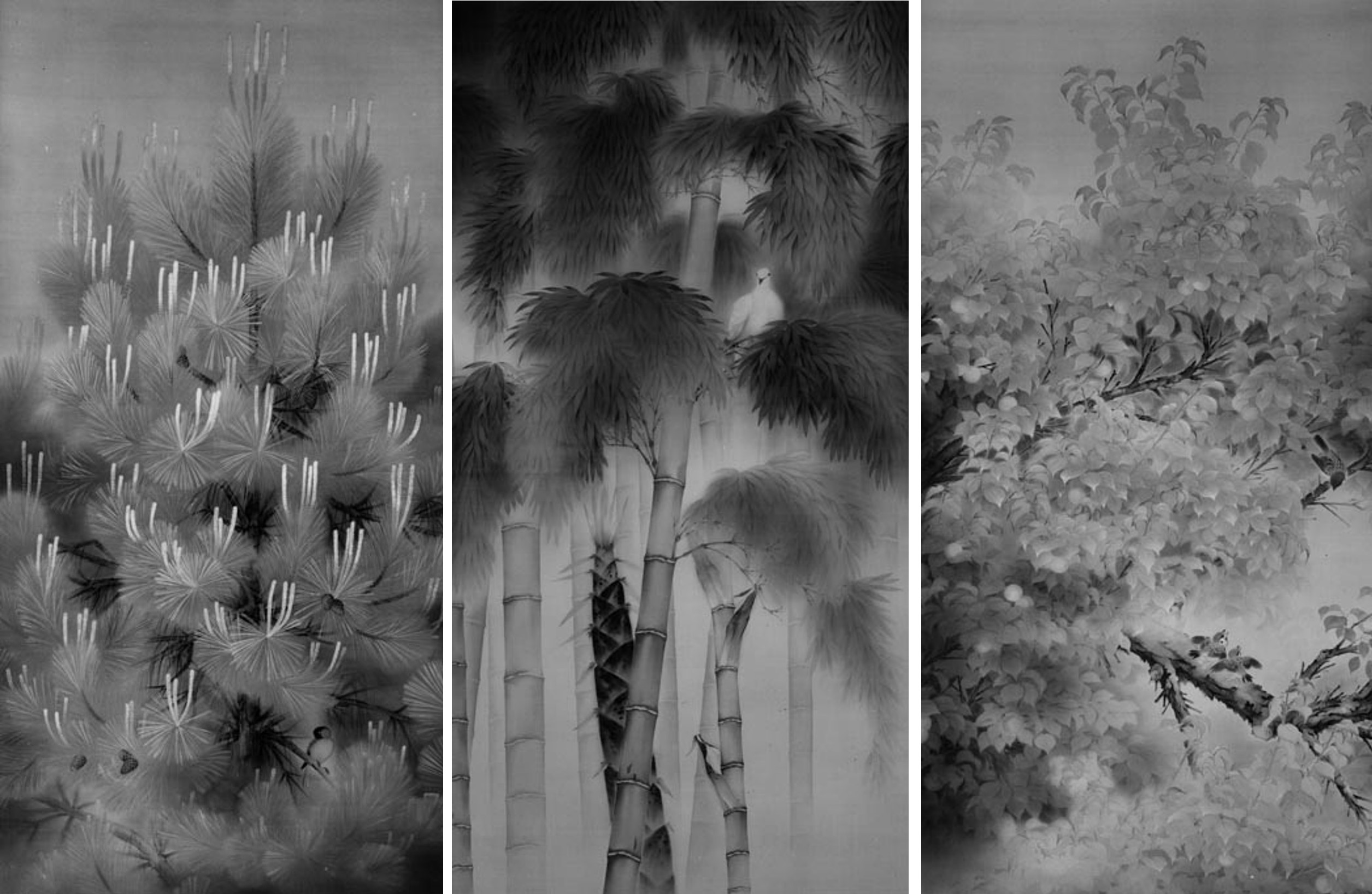
Die „Drei Freunde der kalten Jahreszeit“
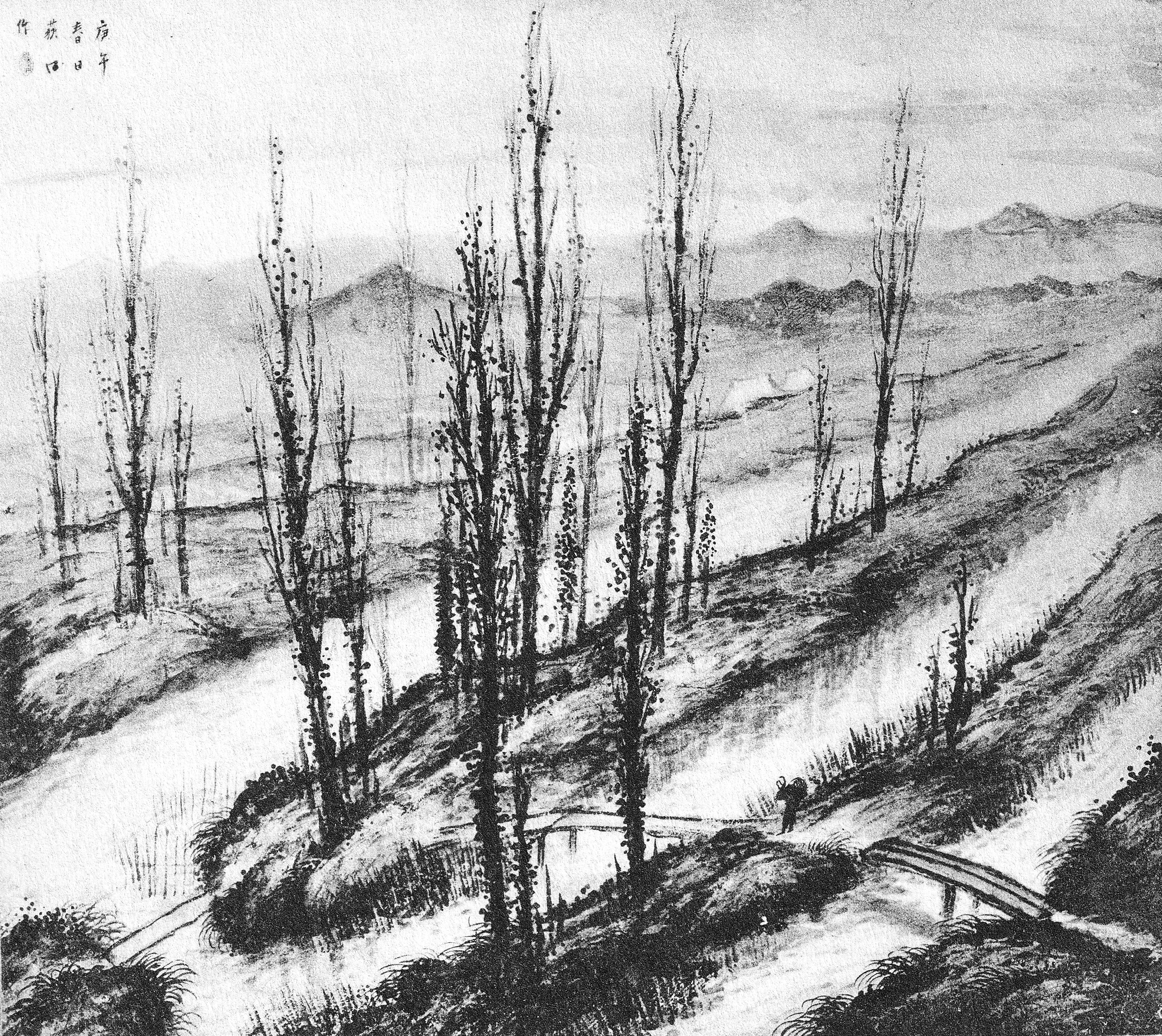
Vorfrühling, 1930
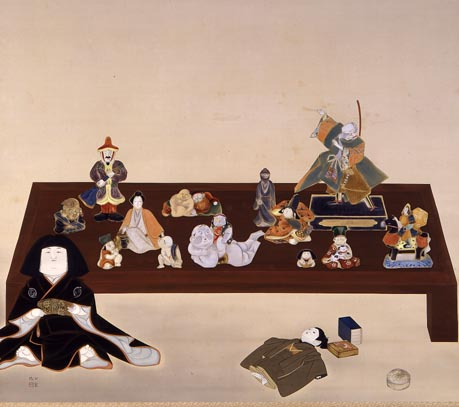
Spielfreunde 2
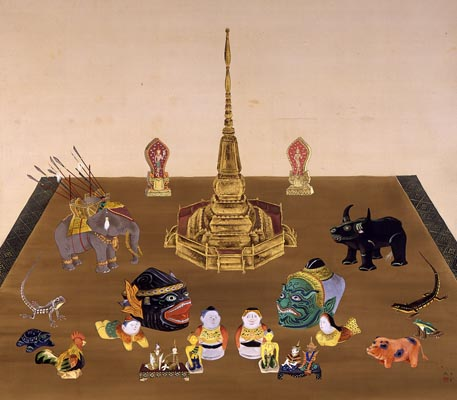
Spielfreunde 1
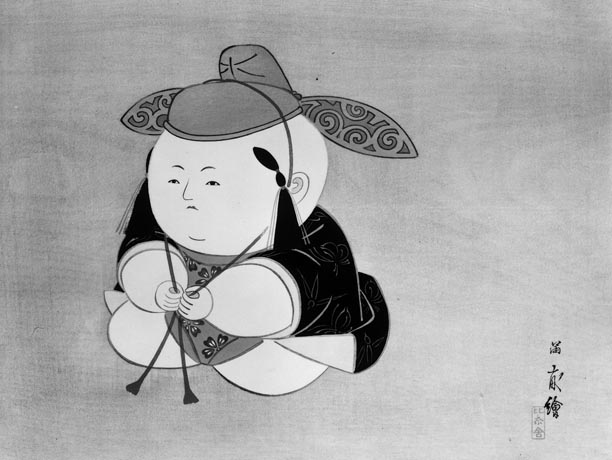
Tenka
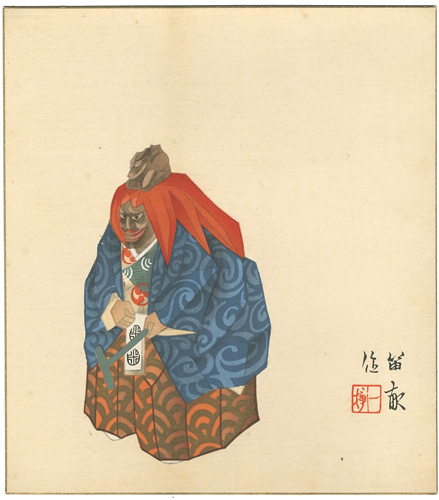
Puppe
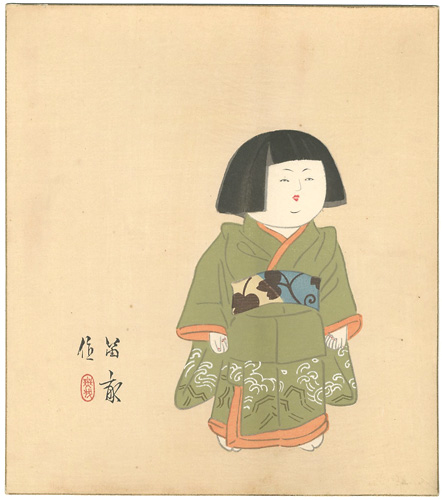
Puppe

1. 1 2 3 4  Im Besitz des Nationalmuseum für moderne Kunst Tokio.
2. ↑  Gezeigt in Berlin 1931.
3. ↑  Tenka (天下) bedeutet „Der [erste] unter dem Himmel“.
4. 1 2 3  Holzschnitt